# 琥珀のまたたき
『琥珀のまたたき』（こはくのまたたき）は、日本の小説家小川洋子による小説である。
『群像』2015年1月号から同年4月号までに連載された。単行本は、2015年9月10日に講談社より刊行された。単行本の装幀は、名久井直子による。単行本の写真は、加藤新作による。文庫版は、2018年12月14日に講談社文庫より刊行された。
著者の小川は、「自己実現のためではなく、純粋な要求に突き動かされて何かをつくってしまう人を描きたかった」と語っている。

## あらすじ
3歳になったばかりの末妹を亡くした3人きょうだいは、〈パパ〉がかつて仕事で使用していた、温泉地に建つ別荘に〈ママ〉とともに引っ越してくる。そこで、〈ママ〉のアイデアで、3人の子どもたちは、目をつぶって『こども理科図鑑』のページを開いて指差して、それぞれ「オパール」「琥珀」「瑪瑙」という新しい名前を選んだ。
琥珀たちは、「壁の外に出てはいけない」「大きな声や音を立てない」といった〈ママ〉の言いつけを守って暮らす。琥珀たちは、自分たちが考え出した遊びに熱中する。やがて、琥珀の左目に、ある奇妙な変化が現れる。

## 主な登場人物
オパール
3人きょうだいの姉。
琥珀
3人きょうだいの真ん中の男の子。
瑪瑙
3人きょうだいの下の弟。

## 書評
ドイツ文学者の松永美穂は、「小川が描く濃密な空間は、満開の花や、完璧な模様に織り上げられた蜘蛛の巣のように、一瞬の奇跡としてそこに成立し、然るべき時間の後に消え去ってしまうものなのだ。儚いけれど、あまりにも美しい」と評価している。
詩人の蜂飼耳は、「地層の中でゆっくりと形を成し、いつか掘り出されるもの。三人の鉱物や化石の名には、時間の手に握られている人間の脆（もろ）さ、はかなさがある。ひっそりとした生の輝きを、物語の器が受けとめる」と評価している。文芸評論家の富岡幸一郎は、「きらめく細部の幻惑は、琥珀の晩年の姿を描き、過去と現在を交差させる小説の構成力によって支えられている」と評価している。